# Old Rottenhat
Old Rottenhat is het vijfde soloalbum van de Britse progressieve rock-musicus Robert Wyatt.
Het album is anders dan het voorgaande echt weer een soloalbum van Wyatt. Hij zingt en speelt alle instrumenten die op het album te horen zijn.

## Tracklist
1. Alliance – 4:23 (Robert Wyatt)
2. United States of Amnesia – 5:52 (Robert Wyatt)
3. East Timor – 2:54 (Robert Wyatt)
4. Speechless – 3:38 (Robert Wyatt)
5. Age of Self – 2:50 (Robert Wyatt)
6. Vandalusia – 2:38 (Robert Wyatt)
7. British Road – 6:26 (Robert Wyatt)
8. Mass Medium – 4:43 (Robert Wyatt)
9. Gharbzadegi – 7:59 (Robert Wyatt)
10. P.L.A. - 2:27 (Robert Wyatt)

## Bezetting
- Robert Wyatt, zang, keyboard, drums en nog veel meer instrumenten